# Závitka
Závitka (Spirodela) je rod jednoděložných rostlin z čeledi árónovité (Araceae). Starší systémy ji řadí do samostatné čeledi okřehkovité (Lemnaceae).

## Popis
Jedná se o extrémně redukované vodní rostliny, které jsou volně plovoucí na hladině, jsou jednoleté, jednodomé s jednopohlavnými květy. Celá lodyha má „stélkovitý tvar“, „stélka“ je drobná, široce vejčitá, podlouhlá, či obvejčitá, někdy trochu vypouklá. Listy zcela chybí, kořeny jsou přítomny, na každou „stélku“ připadá cca 2-18 kořenů (na rozdíl od rodu okřehek (Lemna), kdy je to většinou jen 1 kořen). Někteří autoři však považují „stélku“ za list. Často převažuje vegetativní rozmnožování nad pohlavním a rostliny vytvářejí rozsáhlé kolonie, některé druhy kvetou jen velmi vzácně. Květy jsou v redukovaných květenstvích obsahujících většinou 2-3 květy, květenství je uzavřeno v drobném toulcovitém membránovitém listenu. Okvětí chybí. Samčí květy jsou v květenství většinou 2 a každý je redukovaný na 1 tyčinku. Samičí květ je 1 a je redukován na gyneceum. Takto to udává většina autorů, např. Dostál (1989) nebo , někteří autoři, např.  Archivováno 9. 4. 2020 na Wayback Machine., udávají 1 samčí květ a 2 samičí v květenství. Gyneceum je složené z 1 plodolistu, zdánlivě monomerické (snad by mohlo být interpretováno jako pseudomonomerické), semeník je svrchní. Plod je suchý, nepukavý měchýřek, obsahující 1-5 semen.

## Rozšíření ve světě
Jsou známy asi 3 druhy, které jsou rozšířeny skoro po celém světě, snad kromě Arktidy a Antarktidy.

## Rozšíření v Česku
V ČR i v celé Evropě roste a je původní jen 1 druh, a to závitka mnohokořenná (Spirodela polyrhiza). Jedná se o poměrně běžnou vodní rostlinu rozšířenou od nížin do podhůří.

## Celkový seznam druhů
- Spirodela oligorrhiza (Kurz) Hegelm. - Asie, adventivně i jinde, např. Itálie, některými autory je druh řazen do rodu okřehek (Lemna)
- Spirodela polyrhiza (L.) Schleiden – skoro celý svět kromě velmi chladných oblastí
- Spirodela punctata (G. Meyer) C. H. Thompson – skoro celý svět (místy však adventivně), zatím kromě Evropy